# Sega Mega-CD
Sega Mega-CD (jap. メガCD, romanizirano: Mega Shī Dī; Sega CD u Sjevernoj Americi) ime je za dodatnu jedinicu za igraću konzolu Sega Mega Drive koju je dizajnirala i proizvodila tvrtka Sega.
Dodatak je izdan na sljedećim tržištima: Japan, Europa, Australija, Novi Zeland, Južna Afrika i Sjeverna Amerika. 
Ovaj uređaj je sadržavao CD-ROM drive za konzolu Mega Drive i omogućavao je korisniku učitavanje igara s CD-ova, puštanje glazbe s CD-ova te CD+G diskova.